# Albuca bifolia
Albuca bifolia är en sparrisväxtart som beskrevs av John Gilbert Baker. Albuca bifolia ingår i släktet Albuca och familjen sparrisväxter. Inga underarter finns listade i Catalogue of Life.